# Tours préliminaires de la Coupe de Belgique de football 2024-2025
Navigation
Édition précédente Édition suivante
Cette page présente le déroulement et les résultats des tours préliminaires de la Coupe de Belgique 2024-2025. Ils sont joués du 26 juillet 2024 au 8 septembre 2024.
Le nom commercial de l'épreuve demeure la « Croky Cup », du nom d'une marque de chips.
Cette édition est la huitième après la réforme de la hiérarchie des divisions au sein du football belge réalisée en vue de la saison 2016-2017. Des appellations de séries, du 3e au 5e niveau, telles que présentées au début de la saison 2021-2022, seule la « Nationale 1 » (équivalent D3) est réellement employée. Le 4e niveau reste la « D2 Amateur » alors que le 5e étage reste la « D3 Amateur ».

## Tirage au sort initial
Ces six premiers tours préliminaires sont tirés au sort le vendredi 28 juin 2024, au siège de la fédération fédérale à Tubize.
Pour les résultats de l'épreuve à partir des seizièmes de finale, voir Coupe de Belgique de football 2024-2025.

## Fonctionnement - Règlement
La Coupe de Belgique est jouée par matches à élimination directe. Les 16 équipes de Division 1 (Jupiler Pro League) ne commencent l'épreuve qu'à partir des seizièmes de finale.
Pour l'édition 2024-2025, six tours préliminaires concernent les clubs issus de tous les niveaux inférieurs à la Jupiler Pro League.
Les 16 équipes qualifiées à l'issue du 6e tour affrontent un des 16 clubs de D1 lors des seizièmes de finale.

## Premier tour

### Groupe 1
- 18 clubs des Séries provinciales de la Province d’Anvers.

| Province          | p1 | p2 | p3 | p4 |
| Province d'Anvers | 9  | 4  | 3  | 2  |

| Tour | N°  | Équipe 1                           | Équipe 2                             | core 90 min | T au B |
| ---- | --- | ---------------------------------- | ------------------------------------ | ----------- | ------ |
| T1   | 001 | K.F.C. Mol (Anv-4)                 | K. SP. Tisselt (Anv-1)               | 0-1         |        |
| T1   | 002 | K.F.C. Lint (Anv-3)                | K.V. Hooikt (Anv-1)                  | 1-5         |        |
| T1   | 003 | K.B.S.K. Retie (Anv-1)             | F.C. Ekeren (Anv-2)                  | 5-0         |        |
| T1   | 004 | K. Kontich F.C. (Anv-1)            | Royal Football Club Zwaneven (Anv-2) | 2-1         |        |
| T1   | 005 | K.F.C. Brasschaat (Anv-3)          | F.C. Punt-Larum (Anv-1)              | 1-3         |        |
| T1   | 006 | F.C. Berlaar-Heikant (Anv-1)       | K. Nieuwmoer F.C. (Anv-2)            | 1-2         |        |
| T1   | 007 | K. Gooreind V.V. (Anv-2)           | K. Schelle Sport (Anv-3)             | 1-2         |        |
| T1   | 008 | R.A.C. Voetbalclub Hoboken (Anv-1) | K. Berg-Op FC Beerzel (Anv-4)        | 6-0         |        |
| T1   | 009 | K. Antonia F.C. (Anv-1)            | K. Witgoor Sport Dessel (Anv-1)      | 0-1         |        |

### Groupe 2
- 16 clubs des Séries provinciales de la Province du Brabant Flamand et de la Province du Limbourg.

| Province                    | p1 | p2 | p3 |
| --------------------------- | -- | -- | -- |
| Province du Brabant flamand | 7  | 6  | 1  |
| Province de Limbourg        | 1  | -  | -  |

| Tour | N°  | Équipe 1                            | Équipe 2                               | Score 90 min | T au B |
| ---- | --- | ----------------------------------- | -------------------------------------- | ------------ | ------ |
| T1   | 010 | Perk Steenokkerzeel V. 1820 (VBt-2) | V.K. Linden (VBt-2)                    | 1-3          |        |
| T1   | 011 | FC Landen (Lim-1)                   | KFC Wambeek Ternat (VBt-1)             | 2-0          |        |
| T1   | 012 | O.H.R. Huldenberg (VBt-1)           | K. Hoger Op Wolvertem Merchtem (VBt-1) | 3-1          |        |
| T1   | 013 | Sporting Club Aarschot (VBt-3)      | K. Olympia S.C. Wijgmaal (VBt-1)       | 0-2          |        |
| T1   | 014 | K.F.C. Herent (VBt-1)               | K.F.C. Diest (VBt-1)                   | 0-0          | 4-2    |
| T1   | 015 | Londerzeel United (VBt-2)           | K. Olympia S.C. Wijgmaal (VBt-2)       | 1-2          |        |
| T1   | 016 | V.C. Bertem-Leefdaal (VBt-2)        | K. Europa 90 Kraainem F.C. (VBt-1)     | 0-1          |        |
| T1   | 017 | S.K. Pepingen-Halle (VBt-1)         | K.V. Tervuren-Duisburg (VBt-2)         | 2-3          |        |

### Groupe 3
- 14 clubs des Séries provinciales de la Province du Limbourg.

| Province             | p1 | p2 | p3 | p4 |
| -------------------- | -- | -- | -- | -- |
| Province de Limbourg | 4  | 4  | 5  | 1  |

| Tour | N°  | Équipe 1                           | Équipe 2                              | Score 90 min | T au B |
| ---- | --- | ---------------------------------- | ------------------------------------- | ------------ | ------ |
| T1   | 018 | K.F.C. Ham United (Lim-3)          | GS Bree-Beek (Lim-1)                  | 0-5          |        |
| T1   | 019 | Unico Tongeren (Lim-3)             | KRC Peer (Lim-2)                      | 2-1          |        |
| T1   | 020 | K. Vlijtingen V.V. (Lim-2)         | K. ST. Elen (Lim-2)                   | 4-3          |        |
| T1   | 021 | K. Uikhoven V.C. (Lim-4)           | F.C. Diepenbeek (Lim-2)               | 0-2          |        |
| T1   | 022 | W.S. Linkhout (Lim-3)              | K.V.V. Weerstand Koersel (Lim-1)      | 0-4          |        |
| T1   | 023 | K.V.V. Weerstand Koersel B (Lim-3) | F.C. Verldwezelt (Lim-3)              | 2-4          |        |
| T1   | 024 | K.F.C. Eksel (Lim-1)               | F.C. Turkse Rangers Waterchei (Lim-1) | 2-5          |        |

### Groupe 4
- 18 clubs des Séries provinciales de la Province de Flandre Orientale.

| Province                      | p1 | p2 | p3 |
| ----------------------------- | -- | -- | -- |
| Province de Flandre-Orientale | 11 | 4  | 3  |

| Tour | N°  | Équipe 1                              | Équipe 2                               | Score 90 min | T au B |
| ---- | --- | ------------------------------------- | -------------------------------------- | ------------ | ------ |
| T1   | 025 | K.V. Eendracht Aalter (OVI-1)         | S.K. Denderhoutem (OVI-1)              | 2-2          | 4-2    |
| T1   | 026 | FV Hedes Heusden-Destelbergen (OVI-1) | K.V.C. De Toek. Borsbeke (OVI-1)       | 0-3          |        |
| T1   | 027 | Sparta Wortegem (OVI-3)               | Thor Kokerij-Meldert B (OVI-3)         | 1-4          |        |
| T1   | 028 | SV. Sottegem (OVI-1)                  | K.V.V.HOU Ende Trou Zwijnaarde (OVI-3) | 1-1          | 5-4    |
| T1   | 029 | K.F.C. Heikant Zele (OVI-2)           | K. Sparta Waasmunster (OVI-2)          | 2-1          |        |
| T1   | 030 | S.K. Munkzwalm (OVI-1)                | F.C. Kleit Maldegem (OVI-1)            | 0-3          |        |
| T1   | 031 | V.K. Knesselare (OVI-2)               | K.F.C. Vrasene (OVI-1)                 | 3-1          |        |
| T1   | 032 | F.C. Poesele (OVI-2)                  | S.K. Berlare (OVI-1)                   | 0-1          |        |
| T1   | 033 | Herleving Red Star Haasdonk (OVI-1)   | K.S.K. Beveren (OVI-1)                 | 4-3          |        |

### Groupe 5
- 14 clubs des Séries provinciales de la Province de Flandre Orientale.

| Province                        | p1 | p2 | p3 | p4 |
| ------------------------------- | -- | -- | -- | -- |
| Province de Flandre-Occidentale | 10 | 2  | 1  | 1  |

| Tour | N°  | Équipe 1                        | Équipe 2                       | Score 90 min | T au B |
| ---- | --- | ------------------------------- | ------------------------------ | ------------ | ------ |
| T1   | 034 | Groene Duvels Ingooigem (WVI-3) | K. Racing Waregem B (WVI-2)    | 1-2          |        |
| T1   | 035 | K.S.K. Beveren-Leie (WVI-2)     | K.S.K. Bredene (WVI-1)         | 1-3          |        |
| T1   | 036 | K. Sassport Boezinge (WVI-1)    | F.C. Sparta Heestert (WVI-1)   | 7-0          |        |
| T1   | 037 | K. Excelsior Zedelgem (WVI-1)   | S.K. Westrozebeke (WVI-4)      | 10-0         |        |
| T1   | 038 | K. Racing Waregem (WVI-1)       | K.V.C. Ardooie (WVI-1)         | 3-1          |        |
| T1   | 039 | K.S.V. Rumbeke (WVI-1)          | V.C. K. Zwevegem Sport (WVI-1) | 0-0          | 4-2    |
| T1   | 040 | K.F.C. Versenare (WVI-1)        | S.V. Wevelgem City (WVI-1)     | 2-1          |        |

### Groupe 6
- 14 clubs des Séries provinciales de la Province du Hainaut.

| Province            | p1 | p2 | p3 | p4 |
| ------------------- | -- | -- | -- | -- |
| Province de Hainaut | 6  | 8  | -  | -  |

| Tour | N°  | Équipe 1                           | Équipe 2                       | Score 90 min | T au B |
| ---- | --- | ---------------------------------- | ------------------------------ | ------------ | ------ |
| T1   | 041 | R.ALL.F.C. Cuesmes (Hai-2)         | K.F.C. Moen (Hai-1)            | 1-7          |        |
| T1   | 042 | Renaissance A.E.C. Mons B (Hai-2)  | R.F.C. Houdinois (Hai-1)       | 0-0          | 4-5    |
| T1   | 043 | A.S. Fontainoise (Hai-2)           | F.C. Casteau (Hai-2)           | 2-4          |        |
| T1   | 044 | A.C. Estaimbourg (Hai-2)           | Peruwelz Football Club (Hai-1) | 0-5          |        |
| T1   | 045 | R.E.S Frasnoise (Hai-2)            | R.U.S Courcelloise (Hai-1)     | 4-3          |        |
| T1   | 046 | R.A.S Pays Blanc Antoinien (Hai-1) | R. Gosselies Sports (Hai-1)    | 3-5          |        |
| T1   | 047 | J.S. Isieroise (Hai-2)             | R.S.C. Paturageois (Hai-2)     | 0-0          | 3-2    |

## Deuxième tour
Ce deuxième tour est programmé le dimanche 4 août 2024. Il est probable que différentes rencontres soient avancées au samedi 3. On retrouve les 70 qualifiés du premier tour que rejoignent 62 cercles de D3 Amateur (31 VV et 31 ACFF). Cela donne 66 matchs. On remarque que dans la grande majorité, le tirage au sort de ce tour a été « orienté » afin d'obtenir le plus d'affiches régionales possible et à réduire la distance des déplacements.

### Légende générale
|  | Clubs qualifiés pour le 3e tour |

### Répartition par provinces
| Provinces                       | Total | D3 | P1 | P2 | P3 | P4 |
| ------------------------------- | ----- | -- | -- | -- | -- | -- |
| Province d'Anvers               | 17    | 8  | 7  | 1  | 1  | -  |
| Province du Brabant flamand     | 10    | 3  | 4  | 3  | -  | -  |
| Province du Brabant wallon      | 4     | 4  | -  | -  | -  | -  |
| Bruxelles ACFF                  | 2     | 2  | -  | -  | -  | -  |
| Province de Flandre-Occidentale | 5     | 1  | 4  | -  | -  | -  |
| Province de Flandre-Orientale   | 11    | 5  | 4  | 1  | 1  | -  |
| Province de Hainaut             | 3     | -  | 2  | 1  | -  | -  |
| Province de Limbourg            | 10    | 3  | 3  | 2  | 2  | -  |
| Province de Liège               | 4     | 4  | -  | -  | -  | -  |
| Province de Luxembourg          | 0     | -  | -  | -  | -  | -  |
| Province de Namur               | 0     | -  | -  | -  | -  | -  |
| TOTAUX                          | 60    | 28 | 22 | 6  | 4  | 0  |

### Résultats
| Tour | N°  | Équipe 1                              | Équipe 2                               | Score 90 min | T au B |
| ---- | --- | ------------------------------------- | -------------------------------------- | ------------ | ------ |
| T2   | 071 | FC Landen (Lim-1)                     | R. Aubel F.C. (D3 ACFF)                | 5-0          |        |
| T2   | 072 | K.F.C. Herent (VBt-1)                 | R. Stade Waremmien (D3 ACFF)           | 2-0          |        |
| T2   | 073 | K.F.C. Zwarte Leeuw (D3 VV)           | R.A.C. Voetbalclub Hoboken (Anv-1)     | 4-0          |        |
| T2   | 074 | K.F.C. Nijlen (D3 VV)                 | VK. Liedekerke (VBt-2)                 | 2-0          |        |
| T2   | 075 | S.C. City Pirates Antwerpen (D3 VV)   | K.V. Hooikt (Anv-1)                    | 5-1          |        |
| T2   | 076 | K. Achel V.V. (D3 VV)                 | K. Olympia S.C. Wijgmaal (VBt-1)       | 3-1          |        |
| T2   | 077 | K.F.C. ST.-Lenaarts (D3 VV)           | K. Nieuwmoer F.C. (Anv-2)              | 2-0          |        |
| T2   | 078 | R.S.C. Tilffois (D3 ACFF)             | K. Kontich F.C. (Anv-1)                | 2-2          | 2-3    |
| T2   | 079 | Sportief Rotselaar (D3 VV)            | F.C. Punt-Larum (Anv-1)                | 4-1          |        |
| T2   | 080 | K.B.S.K. Retie (Anv-1)                | EWS Schoonbeek-Beverst (D3 VV)         | 1-3          |        |
| T2   | 081 | K. Europa 90 Kraainem F.C. (VBt-1)    | KFC De Kempen Tielen-Lichtaart (D3 VV) | 4-1          |        |
| T2   | 082 | K. Bevel F.C. (D3 VV)                 | V.K. Linden (VBt-2)                    | 0-2          |        |
| T2   | 083 | K. Witgoor Sport Dessel (Anv-1)       | F.C. United Richelle (D3 ACFF)         | 2-1          |        |
| T2   | 084 | KFC Turnhout (D3 VV)                  | K. SP. Tisselt (Anv-1)                 | 2-2          | 10-11  |
| T2   | 085 | K. Schelle Sport (Anv-3)              | K.V.V. Zepperen-Brustem (D3 VV)        | 0-1          |        |
| T2   | 086 | A.S. Verbroedering Geel (D3 VV)       | O.H.R. Huldenberg (VBt-1)              | 4-0          |        |
| T2   | 087 | Erpe-Mere United (D3 VV)              | K. Vlijtingen V.V. (Lim-2)             | 0-0          | 5-3    |
| T2   | 088 | Sporting Bruxelles (D3 ACFF)          | F.C. Diepenbeek (Lim-2)                | 1-0          |        |
| T2   | 089 | R.F.C. Perwez (D3 ACFF)               | K.V. Tervuren-Duisburg (VBt-2)         | 1-2          |        |
| T2   | 090 | SV. Sottegem (OVI-1)                  | K. Londerzeel S.K. (D3 VV)             | 0-3          |        |
| T2   | 091 | Unico Tongeren (Lim-3)                | Stade Everois Racing Club (D3 ACFF)    | 1-0          |        |
| T2   | 092 | R.C.S. Brainois (D3 ACFF)             | K.V.C. De Toek. Borsbeke (OVI-1)       | 3-3          | 4-3    |
| T2   | 093 | K.F.C. Heikant Zele (OVI-2)           | R.A.S. Jodoigne (D3 ACFF)              | 1-2          |        |
| T2   | 094 | Thor Kokerij-Meldert B (OVI-3)        | K.V. Eendracht Aalter (OVI-1)          | 0-3          |        |
| T2   | 095 | GS Bree-Beek (Lim-1)                  | Tempo Overijse (D3 VV)                 | 0-5          |        |
| T2   | 096 | F.C. Turkse Rangers Waterchei (Lim-1) | F.C. Verldwezelt (Lim-3)               | 4-1          |        |
| T2   | 097 | K.V.V. Weerstand Koersel (Lim-1)      | U.S. Rebecquoise (D3 ACFF)             | 2-2          | 5-4    |
| T2   | 098 | F.C. Casteau (Hai-2)                  | K.S.K. Bredene (WVI-1)                 | 1-4          |        |
| T2   | 099 | Avanti Stekene (D3 VV)                | Peruwelz Football Club (Hai-1)         | 1-1          | 5-4    |
| T2   | 100 | Eendr. Elene-Grotenberge (D3 VV)      | K. Sassport Boezinge (WVI-1)           | 1-0          |        |
| T2   | 101 | F.C. Kleit Maldegem (OVI-1)           | K.V.V. ST-Denijs Sport (D3 VV)         | 2-3          |        |
| T2   | 102 | K. Excelsior Zedelgem (WVI-1)         | K.S.C. Wielsbeke (D3 VV)               | 1-0          |        |
| T2   | 103 | RFC Wetteren (D3 VV)                  | R.F.C. Houdinois (Hai-1)               | 4-0          |        |